# Ider
Ider és una població dels Estats Units a l'estat d'Alabama. Segons el cens del 2000 tenia 664 habitants.

## Demografia
Segons el cens del 2000, Ider tenia 664 habitants, 282 habitatges, i 192 famílies. La densitat de població era de 47,2 habitants/km².
Dels 282 habitatges en un 28,7% hi vivien nens de menys de 18 anys, en un 56,4% hi vivien parelles casades, en un 7,4% dones solteres, i en un 31,9% no eren unitats familiars. En el 29,4% dels habitatges hi vivien persones soles el 13,1% de les quals corresponia a persones de 65 anys o més que vivien soles. El nombre mitjà de persones vivint en cada habitatge era de 2,35 i el nombre mitjà de persones que vivien en cada família era de 2,91.
Per edats la població es repartia de la següent manera: un 23,5% tenia menys de 18 anys, un 6,5% entre 18 i 24, un 29,5% entre 25 i 44, un 24,4% de 45 a 60 i un 16,1% 65 anys o més.
L'edat mediana era de 39 anys. Per cada 100 dones hi havia 96,4 homes. Per cada 100 dones de 18 o més anys hi havia 94,6 homes.
La renda mediana per habitatge era de 27.563 $ i la renda mediana per família de 36.146 $. Els homes tenien una renda mediana de 30.139 $ mentre que les dones 21.875 $. La renda per capita de la població era de 15.040 $. Aproximadament el 13,6% de les famílies i el 19,7% de la població estaven per davall del llindar de pobresa.

## Poblacions més properes
El següent diagrama mostra les poblacions més properes.